# Rudolf I. z Vermandois
Rudolf I. z Vermandois (francouzsky Raoul le Vaillant  nebo Raul le Borgne, 1094 – 13. října 1152) byl hrabě z Amiens, Vermandois a Valois, francouzský senešal a regent království z dynastie Kapetovců. Během svého života byl jedním z nejvlivnějších velmožů na královském dvoře, svým manželským životem si přivodil vyobcování z náruče církve svaté.

## Život
Rudolf byl synem Huga z Vermandois (bratra francouzského krále Filipa I.) a Adély, dcery a dědičky hraběte Herberta z Vermandois. Po otcově smrti ve Svaté zemi roku 1101 převzal hraběcí titul, ale skutečné vlády se dočkal až roku 1117. Roku 1128 přišel při obléhání hradu Livry o oko a jeho královský bratranec Ludvík VI. utrpěl zranění na noze. Těžce zraněného Rudolfa jmenoval po Štěpánovi z Garlande francouzským senešalem. Úřadu se však fakticky ujal až o tři roky později, v roce 1131.
Okolo roku 1138 byl Rudolf krátce v opozici vůči mladému Ludvíkovi VII. a podporoval královnu vdovu Adélu Savojskou. O rok později došlo mezi hrabětem a králem k usmíření.
Život si opět zkomplikoval roku 1142 zapuzením své ženy Eleonory kvůli Petronile, sestře královny Eleonory. Příbuzenství, tak potřebné pro rozluku s první manželkou, mu odsvědčili tři vysoce postavení biskupové.
| „                  | Zvěst o křivé přísaze se rozšířila po celém kraji a přičiněním Thibauda ze Champagne se dostala až k papežskému dvoru. Raoulem zapuzená manželka byla jeho neteří a on tu pohanu nemohl snést... | “ |
| — Heřman z Tournai | |   |

Zapuzená žena byla sestrou, ne neteří hraběte ze Champagne a na její stranu se postavil i Bernard z Clairvaux. Následoval koncil v Lagny, který potvrdil platnost Rudolfova prvního manželství, suspendoval tři provinilé biskupy a nad jeho hrabstvím vyhlásil interdikt. Král Ludvík vojensky podpořil svého senešala a pak se celý život trápil výčitkami nad tisíci ubožáky, kteří uhořeli v kostele ve Vitry. Roku 1143 strany uzavřely ve Vitry mír. Exkomunikovaný Rudolf zůstal s Petronilou.
Roku 1146 král přijal kříž a o rok později jmenoval švagra Rudolfa společně s opatem Sugerem a remešským arcibiskupem Samsonem regenty království. V době královy nepřítomnosti se Rudolfovi podařilo vyřešit nepříjemnou záležitost se svou první ženou. Roku 1148 v Remeši došlo k konsistoři, které se zúčastnila i zapuzená choť s příbuzenstvem.
| „               | Stěžuješ si, že se ti nedostalo sluchu, že ti bylo způsobeno násilí, protivná strana tě poškodila, navracím tě do míst spravedlnosti, abyste mohli ty a tvoji lidé, stejně jako i hrabě, vypovědět, co budete chtít... | “ |
| — Římský biskup | |   |

Eleonora z Blois však pravila, že zpět muže, jehož duše jí byla uloupena, již nechce a manželství bylo rozvedeno za podmínky, že bude opuštěné ženě vráceno věno. Tehdy vyšlo najevo, že k vrácení věna již došlo a hrabě Theobald již odškodnění za sestřinu pohanu dostal. Přítomní muži církve byli pohoršeni a předpověděli hraběti Rudolfovi za dlouhodobé zostuzování církve chmurný konec.
| „                     | Z jeho lože nevzejde nic dobrého | “ |
| — Bernard z Clairvaux |                                  |   |

Bernardova předpověď se vyplnila. Petronila časně zemřela. Hrabě Rudolf se roku 1152 znovu oženil a již krátce po svatbě onemocněl. Lékař senešalovi zakázal milostné obcování, vášnivý muž jej však neposlechl a za tři dny zemřel. Byl pohřben v opatství Saint-Arnoul v Crépy-en-Valois. Syn Rudolf onemocněl malomocenstvím, dcery byly výhodně provdány, ale zemřely bezdětné.